# Voie navigable de Leppävirta
La voie navigable de Leppävirta (finnois : Leppävirran reitti) est une chaîne de lacs et de canaux passant par Leppävirta en Finlande.

## Description
La chaîne de lacs de Leppävirta est l'une des voies navigables par lesquelles la voie navigable de Kallavesi se déverse dans le lac Haukivesi.
La voie navigable passe à l'ouest de l'île de Soisalo et traverse Leppävirta et Varkaus.  
Son itinéraire passe par le Siitinselkä, les rapides Huruskoski et Ämmäkoski, le canal de Taipale, le canal de Konnus et le canal de Naapuskoski.
La chaîne de lacs de Leppävirta fait partie du système hydrologique de la Vuoksi.